# Barrage hydroélectrique de Sélingué
Le barrage hydroélectrique de Sélingué, situé dans la région de Sikasso à 140 km de Bamako et à proximité de la frontière guinéenne, est l'un des plus importants centres de production d’énergie du Mali. D’une puissance globale de 46 mégawatts, il produit annuellement environ 247 GWh (soit 28 % de la production malienne en 2006) et permet la distribution électrique de Bamako, Kati, Koulikoro, Ségou, Fana, Dioïla, Yanfolila et Kalana. Il a été mis en service en 1980 et réhabilité entre 1996 et 2001. Il est exploité par la compagnie malienne Énergie du Mali.
Il a été construit sur la rivière Sankarani, un affluent du Niger. Son bassin de rétention forme le lac de Sélingué de 430 km2 (et un volume de 2,2 milliards de m3), qui permet les cultures sur les périmètres irrigués gérés par l’Office de développement rural de Sélingué, ainsi que la pêche (l’approvisionnement de Bamako en poissons provient en grande partie de Sélingué). Il est également utilisé pour la maîtrise des crues.
Depuis 2001, le barrage sert de base à un projet de production agricole au service du développement local, notamment pour les populations ayant perdu leurs terres et habitations par le barrage, sous la forme du projet agricole Sankarani : 1 2000 ha[Combien ?] de rizières et de bananeraies ainsi que des bassins de pisciculture[réf. nécessaire].